# Muchomůrkovité
Muchomůrkovité (Amanitaceae) je čeleď hub.

## Rody
- Amanita – muchomůrka
- Amarrendia
- Catatrama
- Limacella – slizobedla